# Dušan Černe
Dušan Černe, časnikar, politik, javni delavec, * 21 maj 1916, Trst, † 29. marec 1975, Videm

## Življenje in delo
Dušan Černe se je rodil v Trstu, oče  je bil Alojz, mati Marta (rojena Žorž). Klasično gimnazijo je obiskoval v goriškem malem semenišču. Zaradi preganjanja družine (takrat je v Italiji razsajal fašizem) se je izselil v Ljubljano, kjer je leta 1937 maturiral. Nato se je vpisal na pravno fakulteto v Beogradu, tam je bil aktiven v študentskih primorskih emigrantskih društvih. Med leti 1938 in 1941 je bil tajnik in knjižničar Slovenskega prosvetnega društva v Beogradu, kjer je organiziral slovensko ljudsko knjižnico. Od leta 1938 do leta 1941 je bil tajnik narodno-obrambnega združenja primorskih Slovencev v Beogradu »Julijska krajina«. Kasneje je organiziral v Ljubljani odpor proti nacističnemu okupatorju. Od leta 1941 je sodeloval v demokratičnem osvobodilnem gibanju in v ilegalnem odporništvu okrog lista »Združeni Slovenci«. Bil je član Narodne legije, tj. skupine, ki je vodila boj proti nacifašističnemu okupatorju in si prizadevala ustanoviti federativno, demokratično in socialno pravično Jugoslavijo. Leta 1942 so ga fašistične oblasti aretirale in je bil več mesecev v zaporu, nato interniran v taborišču v Gonarsu. Leta 1943 je sodeloval pri demokratičnem gibanju »Tretja skupina« v Gorici, kjer je nadaljeval ilegalno narodno-obrambno dejavnost. V letih 1943–44 je sodeloval v listu Narodna edinost. Od leta 1945 do 1947 je bil član vodstva Slovenskega mladinskega gledališča v Gorici. V letih od 1948–54 je bil član raznih odborov akademskega kluba »Jadran« v Trstu. Sodeloval je z dr. Besednjakom pri Krščanskosocialni zvezi. Leta 1948 je bil urednik časnikarskega oddelka RAI Trst A. Od leta je bil 1952 član glavnega odbora SKSZ - Slovenske krščansko socialne zveze - Trst. Leta 1955 je ustanovil krožek Mladih slovenskih izobražencev in ga je vodil do leta 1961. Med leti 1954 in 1956 je bil urednik tiskovnega urada tržaške prefekture. V letih 1954–56 je bil stalni sodelavec Radia Trst A. Od leta 1954 do smrti je sodeloval v Novem listu s članki, kritikami, reportažami, komentarji, ki jih ni podpisoval (ali jih je podpisal s kraticama DD ali s psevdonimom Dušan Dolenec). Leta 1962 je bil soustanovitelj Skupne slovenske liste na Tržaškem in član njenega vodstva. V stranki, ki se je leta 1964 preimenovala v SSk - Slovenska skupnost, je bil večkrat politični tajnik in šest let njen blagajnik. Leta 1962 je postal stalni urednik slovenskega časnikarskega oddelka na Radiu Trst A. Leta 1966 je opravil izpit za časnikarja na ministrstvu za pravosodje v Rimu. Oktobra leta 1974 je bil imenovan za predsednika nadzornega odbora stranke SSk.  Umrl je leta 1975 v bolnici v Vidmu. 
Zgornji življenjepis izhaja iz osebnih Černetovih podatkov, katere je izpopolnila njegova sestra Boža Černe Mervic, iz njegove zapuščine, ki so tudi poslikani v knjigi Zvestoba vrednotam: podoba Dušana Černeta in po njem poimenovanih pobud .
Kmalu po njegovi smrti so leta 1976 njegovi prijatelji in sodelavci ustanovili Sklad in nagrado z njegovim imenom, da bi se tako njegovo življenje in delo ohranila kot zgled vreden posnemanja in nadaljevanja.
Dušan Černe je pred smrtijo izrazil željo, da bi svojo knjižnico (več kot 500 knjig) daroval Slovenski prosveti. Zato je v Trstu leta 1983 nastala knjižnica Dušana Černeta, ki je specializirana v zbiranju gradiva o Slovencih po svetu, in še deluje. 
Leta 2007 sta se Sklad Dušana Černeta in knjižnica Dušana Černeta (KDČ) spojili, tako da sedaj Nagrado Dušana Černeta podeljuje posebna komisija, ki je izraz KDČ. 